# Freddy Castillo Castellanos
Freddy Castillo Castellanos (27 de marzo de 1950, Barquisimeto, Estado Lara, Venezuela - 12 de diciembre de 2020, Barquisimeto) fue un abogado, intelectual, crítico, historiador, docente universitario, escritor y poeta venezolano. Realizó una intensa actividad intelectual y cultural tanto a nivel local como latinoamericano. Su constante labor hizo enriquecer la vida cultural de su ciudad natal, promoviendo talleres literarios, eventos, encuentros y la visita de referentes de las letras de Venezuela y del mundo.
En 1991 creó y dirigió la Casa de Letras Antonio Arráiz, para la investigación y divulgación literaria en Barquisimeto. Fundó en 1999 la Universidad Nacional Experimental de Yaracuy (UNEY) en la ciudad de San Felipe de la cual fue Rector hasta 2011. Su recorrido lo impulsó internacionalmente a formar parte del Comité Jurídico Interamericano de la Organización de Estados Americanos (OEA) y a representar a Venezuela ante la UNESCO (2004 y 2005) en los comités de elaboración y aprobación de la Convención sobre la Promoción y Protección de la Diversidad de las Expresiones Culturales.
En febrero de 2020 fue designado miembro correspondiente por el Estado Lara de la Academia Venezolana de la Lengua.

## Biografía
Hijo de José Manuel Castillo Díaz y de Gladys María Castellanos Paris. Sobrino del desaparecido poeta Antonio Castellanos. Esposo de Cruz del Sur Morales y padre de Luisana Castillo Morales y del fotógrafo Martín Castillo Morales.
Sus amigos se referían a él como un avezado lector desde su juventud y de carácter tranquilo. Era conocido desde la adolescencia como “el memorioso” por las constantes asociaciones que realizaba en su cotidianidad con pasajes musicales, libros, obras de arte y películas, temas sobre los cuales se destacó su notable actualización durante toda su vida. Fue un gran lector, admirador y conocedor de la vida y obra de Jorge Luis Borges.En 1973 obtuvo el título de Abogado en la Universidad Central de Venezuela (UCV) en la capital venezolana. Ese mismo año viajó a Barcelona, España, para realizar un Doctorado en Derecho Penal y en Filosofía del Derecho en la Universidad de Barcelona. En 1975, volvió a la Ciudad de Barquisimeto donde ejerció el Derecho hasta el momento de su fallecimiento.
Castillo Castellanos se destacó como Consultor Jurídico de instituciones públicas, tales como gobernaciones, organismos de planificación, municipios, universidades, etc. Fue Juez suplente en el Juzgado Superior en lo Contensioso-Administrativo de la Región Centro Occidental (1993-1998). Realizó estudios y dictámenes sobre Derecho de Autor, Derecho Administrativo y Derecho a la cultura.
Por su amplio saber y trabajo cultural, entre los años 2001 y 2003 formó parte del Directorio del Consejo Nacional de la Cultura (CONAC), antiguo ente venezolano de promoción de políticas públicas culturales.  También fue miembro del Directorio del Centro de la Diversidad Cultural y del Instituto de Etnomusicología y Folklore (FUNDEF).
Sus letras no se limitaron a la escritura literaria, académica y jurídica, también escribió permanentemente artículos periodísticos, opiniones y ensayos para los diarios más importantes del país, como El Nacional, El Universal, El Impulso, etc.
En la novela Y recuerda que te espero el escritor venezolano Juan Carlos Méndez Guédez (Barquisimeto, 1967), convierte a su amigo e ilustre intelectual, en un personaje que guía al protagonista en su retorno a la ciudad de su niñez. El mismo autor reconoce los recorridos y paseos que Castillo solía realizar por la ciudad, quien la recorría con observación curiosa, con la mirada fija en detalles que pasaban desapercibidos para sus amigos y paisanos.
Falleció el 12 de diciembre del año 2020 a los 70 años de edad.

## Carrera docente y académica
Fue miembro del Consejo de la Facultad de Derecho de la Universidad Central de Venezuela entre 1971 y 1973.
Su carrera como profesor inició a su regreso a Barquisimeto tras obtener el título de abogado en la ciudad de Caracas, ejerciendo como docente de Derecho Económico en la Escuela de Administración y Contaduría de la Universidad Centroccidental Lisandro Alvarado (UCLA). También dio clases de Legislación Fiscal en el Colegio Universitario Fermín Toro y de Introducción al Derecho y Estudios y Actividades de Formación Cultural y Deontología en la Universidad Yacambú, ambas instituciones en la capital larense.
Luego de una amplia carrera pedagógica fundó la Universidad Nacional Experimental de Yaracuy (UNEY). Allí ejerció la rectoría durante 12 años, desde 1999 hasta 2011, siendo también profesor de Filosofía de la Práctica y Comprensión de Venezuela. Luego de su salida de la UNEY volvió a la UCLA, donde fue catedrático del programa de Desarrollo Humano hasta el final de su vida.
Integró el Consejo Consultivo de la Universidad Federal de la Integración Latinoamericana (UNILA) de Brasil y el comité del Instituto de Evaluación e Investigación de la Pontificia Universidad Católica del Perú.

## Carrera literaria
Castillo Castellanos se destacó entre sus coetáneos por su amplio conocimiento y pasión en torno a la divulgación literaria y cultural. Llevó un diario personal y fomentó dentro de su círculo el reconocimiento de esta íntima herramienta desde los años 80, cuando esta singular “literatura del yo” no era tan reconocida como género en Venezuela. En sus talleres de formación, incentivó la lectura de los diarios que publicaron varios intelectuales.
Creó y dirigió en Barquisimeto las revistas literarias Letra Contínua (5 números entre 1982-1984) y Papel Abierto (4 números entre 1990-1993).
En 1991 fundó en Barquisimeto la Casa de Letras Antonio Arráiz, para la investigación, discusión, creación y difusión en ese campo.  La institución no solo se dedicaba a la formación, sino también a la edición de publicaciones, tales como los libros Adiós al rey (1995) de Arnaldo Acosta Bello y Cine de papel (1995) de Julio Miranda. Ahí dirigía tertulias donde se estudiaba a los autores clásicos y contemporáneos, foráneos y nacionales, muchos de los cuales pasaron como invitados por ese espacio: Rafael Arráiz Lucca, Juan Carlos Méndez Guédez, María Fernanda Palaciós, Gonzalo Ramírez, entre otros. En esos encuentros sus alumnos evidenciaron su gran saber sobre la historia y actualidad literaria.
Formó parte del jurado del premio internacional de novela Rómulo Gallegos en 2011, otorgado en esa ocasión al escritor Ricardo Piglia por la autoría de Blanco Nocturno.
Integró el consejo de lectores de la editorial Monte Ávila, Caracas, y fue miembro de la Junta Directiva de la Biblioteca Ayacucho, una de las instituciones editoriales más importantes para el acervo literario latinoamericano y caribeño.
Prologó el libro sobre uno de los escritores venezolanos más importantes, Rafael Cadenas, Poesía y Destino (2018) y, por otro lado, Un canto straniero (2019), la antología poética bilingüe del escritor español Santos Domínguez Ramos, traducido al italiano por Marcela Filippi.
Sus textos han sido publicados en revistas venezolanas e internacionales como Quimera (Barcelona, España), Revista Bigott (Caracas), Imagen (Caracas), Revista Nacional de Cultura (Caracas), Poesía (Valencia, Venezuela), Principia (Barquisimeto), entre otras.
Llevó varios blogs literarios, en los cuales publicó versos y ensayos: El azar concurrente (2004-2015); Isla de Robinson (2004-2016);  Duelos y quebrantos (2005-2020), sobre cocinas, cocineros y comensales y  La ciencia de la caballería andante (2013-2020).

## Libros de ensayo
- Incisiones (ULA, 1984)[3]
- Sucre, el más sereno de los heroísmos (Ars publicidad, 1986)[3]
- La ciencia de la caballería andante (UNEY, 2004)[3]
- La gastronomía como patrimonio inmaterial (UNEY, 2006)[3]